# Leptocerus chatadalaja
Leptocerus chatadalaja är en nattsländeart som beskrevs av Schmid 1987. Leptocerus chatadalaja ingår i släktet Leptocerus och familjen långhornssländor. Inga underarter finns listade i Catalogue of Life.